# Phare de San Juan del Sur

Le phare de San Juan del Sur (en espagnol : Faro San Juan del Sur) est un phare actif situé à San Juan del Sur, dans le département de Rivas en Nicaragua.

## Histoire
Ce phare est construit sur un promontoire escarpé à environ 2.5 km au sud-ouest de San Juan del Sur. Il est accessible par un sentier de randonnée depuis la ville.

## Description
Ce phare est une tour cylindrique en maçonnerie, avec une galerie et une balise photovoltaïque sur un mât de 5 m de haut. La tour est peinte totalement en blanc. Il émet, à une hauteur focale de 30 m, un éclat blanc par période de 6 secondes. Sa portée est de 16 milles nautiques (environ 30 km).
Identifiant : ARLHS : NIC-004 - Amirauté : G3350 - NGA : 110-15440 .
|                                 |
| Localisation : Jan Juan del Sur |

### Lien connexe
- Liste des phares du Nicaragua